# لاري بيركنز
لاري بيركنز (بالإنجليزية: Larry Perkins)‏ هو سائق سيارة سباق أسترالي، ولد في 18 مارس 1950 في Murrayville, Victoria ‏ في أستراليا.